# Prays erebitis
Prays erebitis là một loài bướm đêm thuộc họ Yponomeutidae.